# Shūsui Kōtoku
Shūsui Kōtoku (幸徳 秋水 Kōtoku Shūsui?, 22 de septiembre de 1871 – 24 de enero de 1911), también conocido en occidente como Denjiro Kotoku, fue un pensador y periodista japonés que desempeñó un papel decisivo en el análisis del anarquismo  y socialismo europeo en Japón a principios del siglo XX, especialmente por la traducción al japonés de las obras de contemporáneos, como Piotr Kropotkin. Es a menudo considerado como un mártir de la izquierda, al ser ejecutado acusado de traición por el gobierno japonés.

## Biografía

### Años socialistas en prisión
Kotoku es trasladado de su lugar de nacimiento, la ciudad de Nakamura en la prefectura de Kōchi, a Tokio a mediados de su adolescencia donde se convirtió en periodista en 1893. Desde 1898 en adelante fue columnista del Every Morning News, uno de los diarios más radicales de la época, sin embargo, renunció a esa posición cuando el periódico cambia su postura poniéndose a favor de la guerra ruso-japonesa. El mes siguiente cofundó Common Peoples Newspaper con otro periodista del Morning News, Toshihiko Saka. Este diario está abiertamente contra la guerra y su postura de desprecio a las leyes de prensa del estado les creó problemas con el gobierno en numerosas ocasiones, y él mismo Kotoku cumplió cinco meses de prisión de febrero a julio de 1905.

### La influencia anarquista americana
En 1901, cuando Kotoku intentó fundar el Partido Social Demócrata Japonés con Sakai, no era anarquista, sino un socialdemócrata , de hecho, Sakai y Kotoku fueron los primeros en traducir Manifiesto Comunista al japonés, que apareció en un artículo del Common People's Newspaper y por el que fueron fuertemente multados. Su pensamiento político se transformó de socialismo estatal a filosofía socialista libertaria cuando leyó Campos, fábricas y talleres de Piotr Kropotkin en la cárcel. En sus propias palabras, "fue a la cárcel como un socialista marxista y regresó como un anarquista radical".
En noviembre de 1905 Kotoku viajó a los Estados Unidos con el fin de criticar libremente al Emperador de Japón, a quien veía como el eje del capitalismo. Durante su estancia en los EE. UU., se fue introduciendo en las filosofías de anarcocomunismo y sindicalismo europeo.
Tomó las Memorias de un revolucionario de Kropotkin como material de lectura para el viaje por el Pacífico, cuando llegó a California, comenzó a escribirse con el anarquista ruso y en 1909 tradujo La conquista del pan del inglés al japonés. Mil copias de su traducción se publicaron en Japón en marzo de ese año y se distribuye entre estudiantes y trabajadores.

### Regreso a Japón
El 28 de junio de 1906 volvió a Japón y se celebró un mitin para darle la bienvenida, en el que habló sobre "La Marea del Movimiento Revolucionario en el Mundo", de la cual dijo que fluía contra la política parlamentaria (es decir, la política marxista de partidos) y en favor de la huelga general como "la clave para el futuro la revolución". Ésta fue una visión anarcosindicalista, y un deseo, ya que el anarcosindicalismo estaba creciendo en los EE. UU. en ese momento, con la fundación de la Industrial Workers of the World. En ese mitin , puso de manifiesto claramente la influencia americana.
Le siguieron a este discurso una serie de artículos, el más conocido de los cuales fue El cambio en mi pensamiento (en el sufragio universal); en esos artículos, Kotoku defendió la acción directa en lugar de los objetivos políticos, tales como sufragio universal. Ello supuso un shock para muchos de sus compañeros y provocó un cisma entre anarquistas, comunistas y social demócratas japoneses del movimiento obrero. La separación se hizo más evidente cuando se reinició Common People's Newspaper en abril de 1907 y fue sustituido dos meses más tarde por dos revistas: la social demócrata Social News y el Osaka Common People's Newspaper, con una posición anarquista, y en favor de la acción directa.
Aunque la mayoría de anarquistas preferían medios pacíficos, como la difusión de propaganda, muchos otros en este período emplean acciones violentas como medio para lograr la revolución y el comunismo libertario, o al menos golpear al Estado y la autoridad. La represión de publicaciones y organizaciones, como el Partido Socialista de Japón, y "la Ley Policial de Paz Pública", que prohibió las organizaciones sindicales y las huelgas, son dos ejemplos de la nueva tendencia en Japón. Sin embargo, el único incidente grave fue cuando cuatro anarquistas fueron detenidos por posesión de material para hacer bombas. Aunque los ataques no se habían llevado a cabo, el 18 de enero de 1911 veinte y seis anarquistas fueron declarados culpables de complot para asesinar al emperador, aunque sólo a cuatro de los detenidos se les comprobó que estaban involucrados en un proyecto de atentado contra la vida del monarca. Kotoku fue ahorcado junto con otros diez compañeros el 24 de enero de 1911 (su compañera sentimental, Suga Kanno, fue ejecutada al día siguiente porque se hizo de noche, no por razones de humanidad). Ese episodio fue conocido como "El Incidente de Alta Traición".